# Kanzel (Schwennenbach)

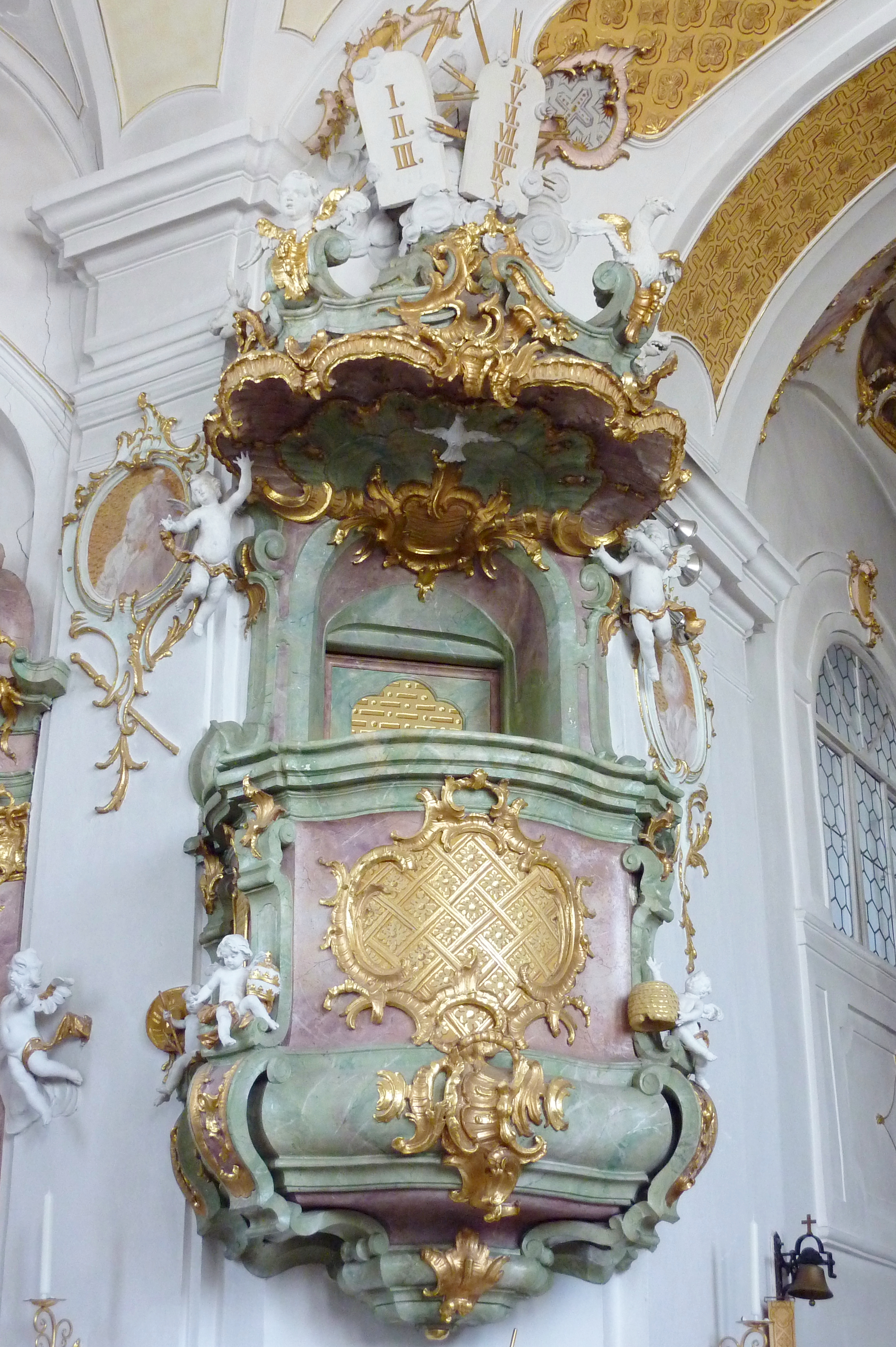
Kanzel in Schwennenbach

Die Kanzel in der katholischen Pfarrkirche Maria Immaculata in Schwennenbach, einem Stadtteil von Höchstädt an der Donau im Landkreis Dillingen an der Donau im bayerischen Regierungsbezirk Schwaben, wurde um 1770 geschaffen. Die Kanzel ist ein Teil der als Baudenkmal geschützten Kirchenausstattung.
Die hölzerne Kanzel im Stil des Rokoko besitzt einen geschweiften Kanzelkorb mit Volutenbändern an den Kanten, einem vergoldeten Muschelwerkdekor und in Weiß gefassten Engelsputten, welche die Symbole der vier abendländischen Kirchenväter halten. 
Der geschweifte Schalldeckel mit Muschelwerkdekor und Volutenkrone wird von den Gesetzestafeln bekrönt. Darunter sind auf dem Deckel die vier Evangelistensymbole angebracht. Unter dem Schalldeckel ist die Heiliggeisttaube zu sehen. 

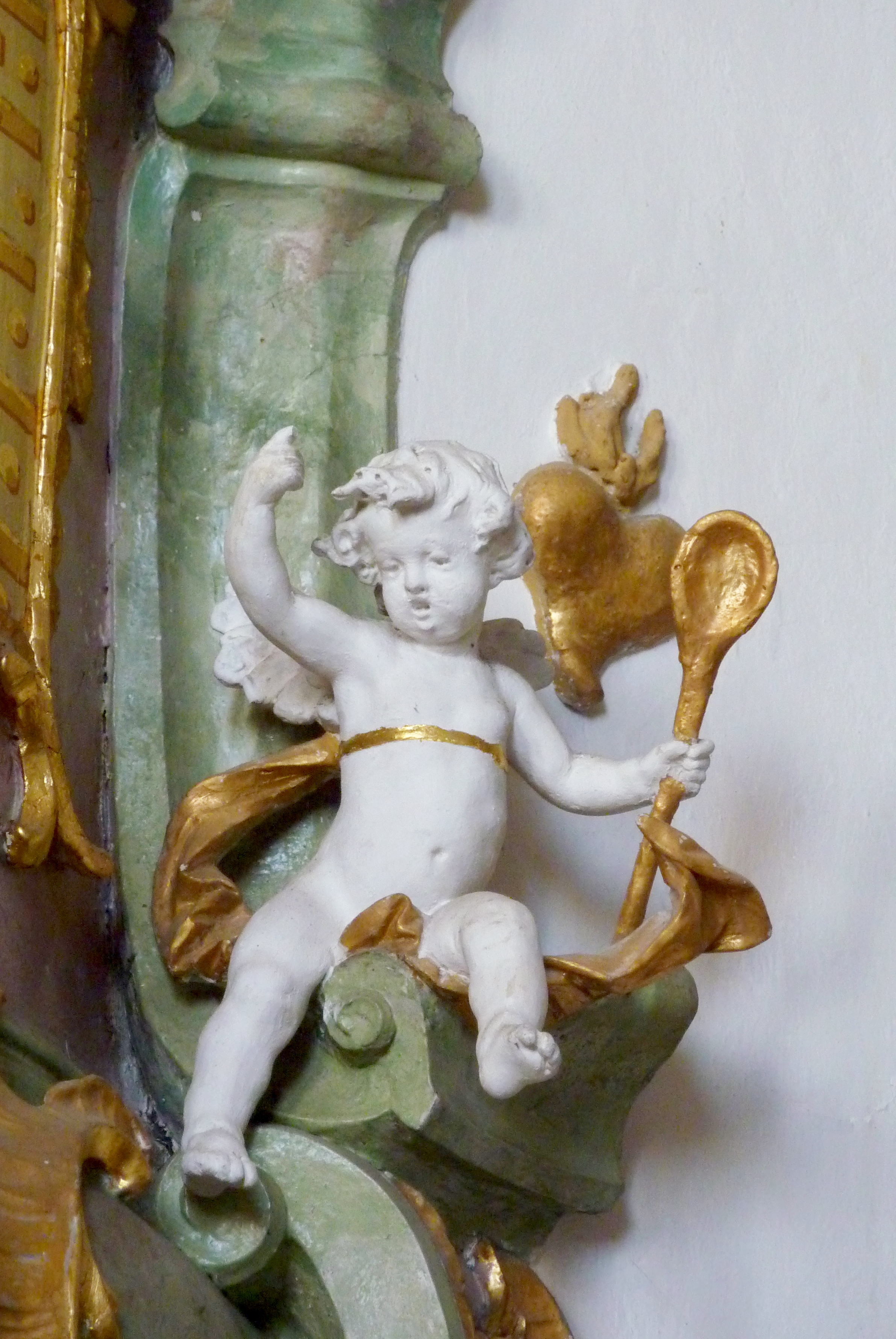
Engel mit dem Attribut des heiligen Augustinus (Löffel)
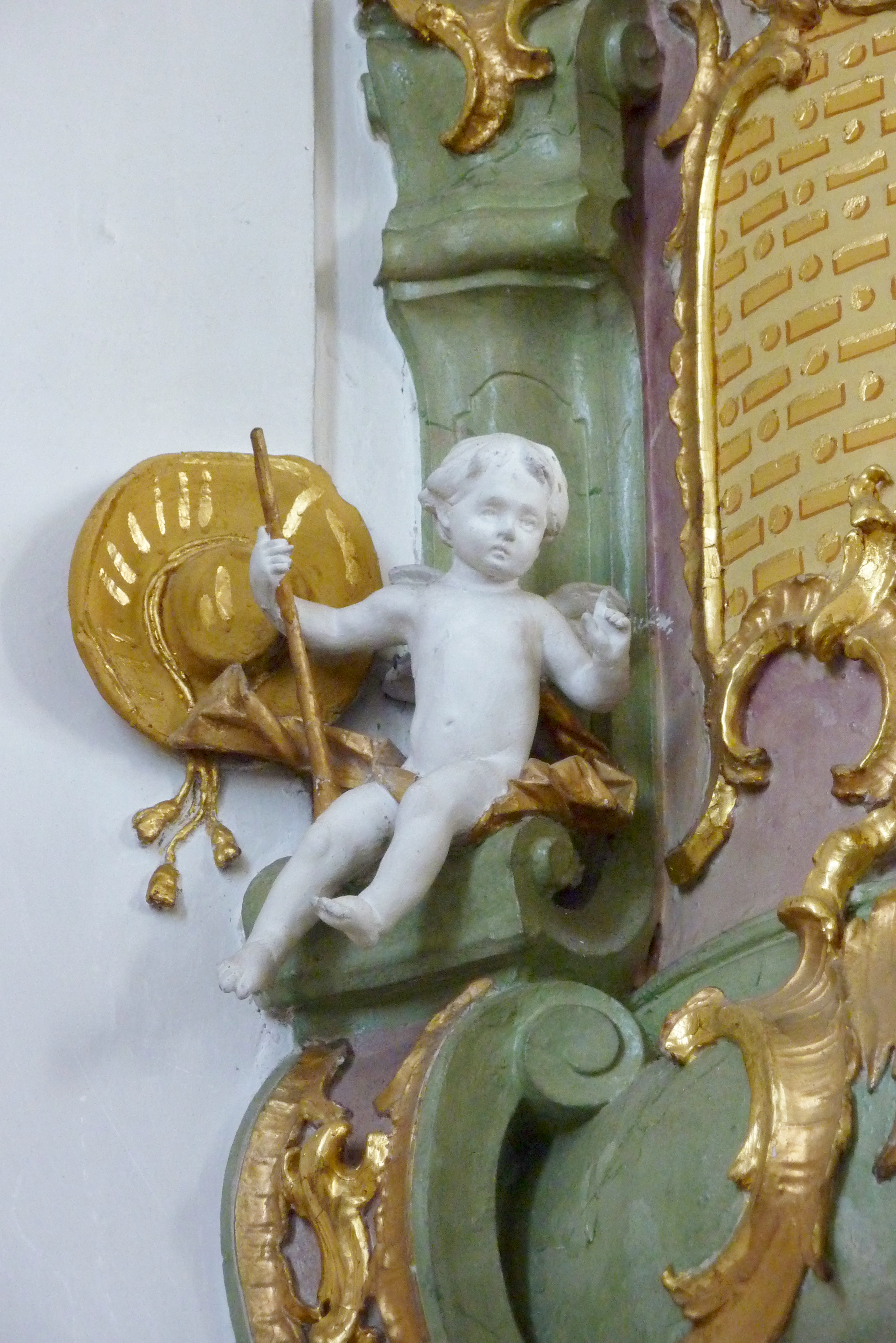
Engel mit dem Attribut des heiligen Hieronymus (Hut)
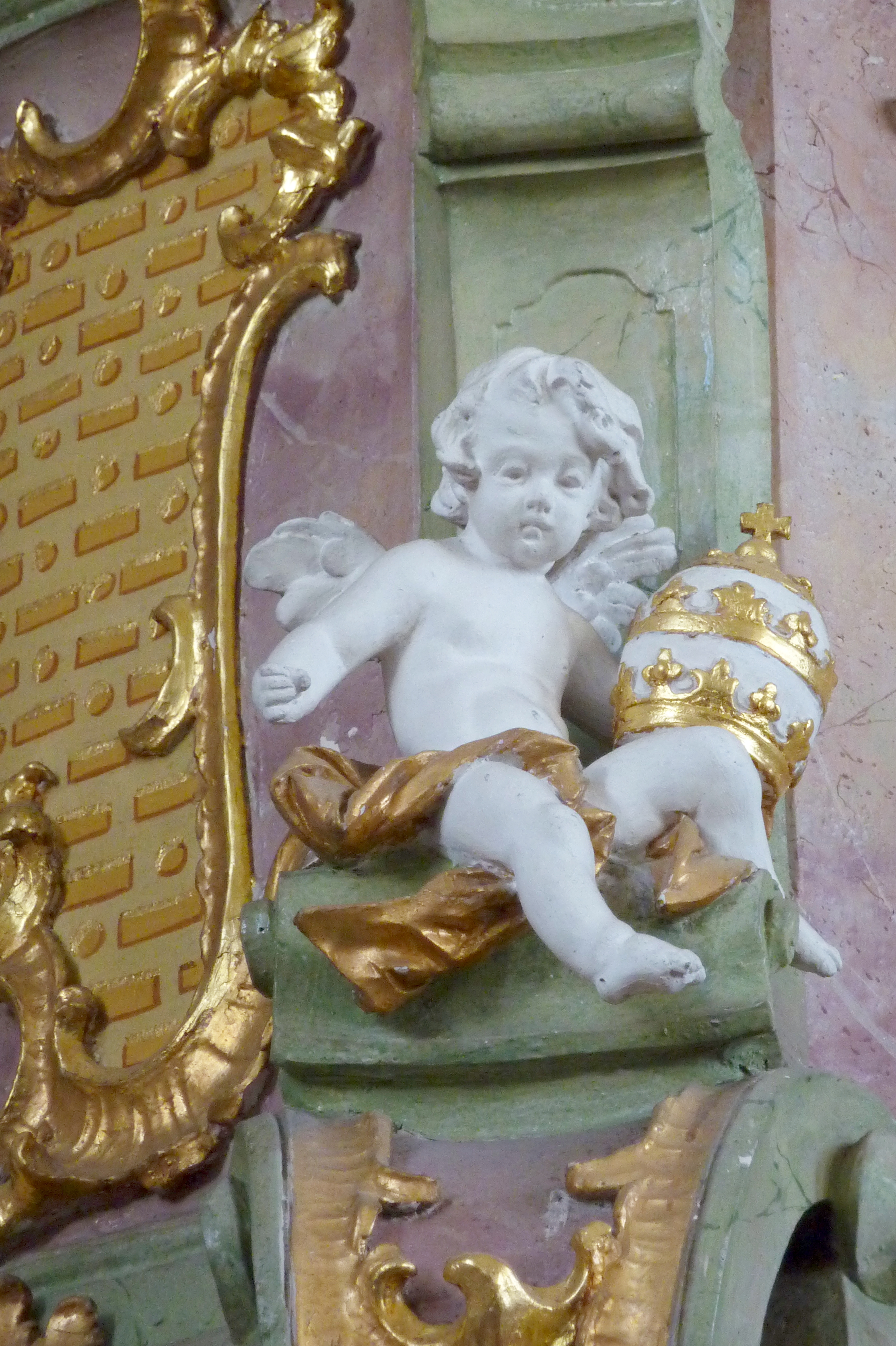
Engel mit dem Attribut des heiligen Gregors des Großen (Tiara)

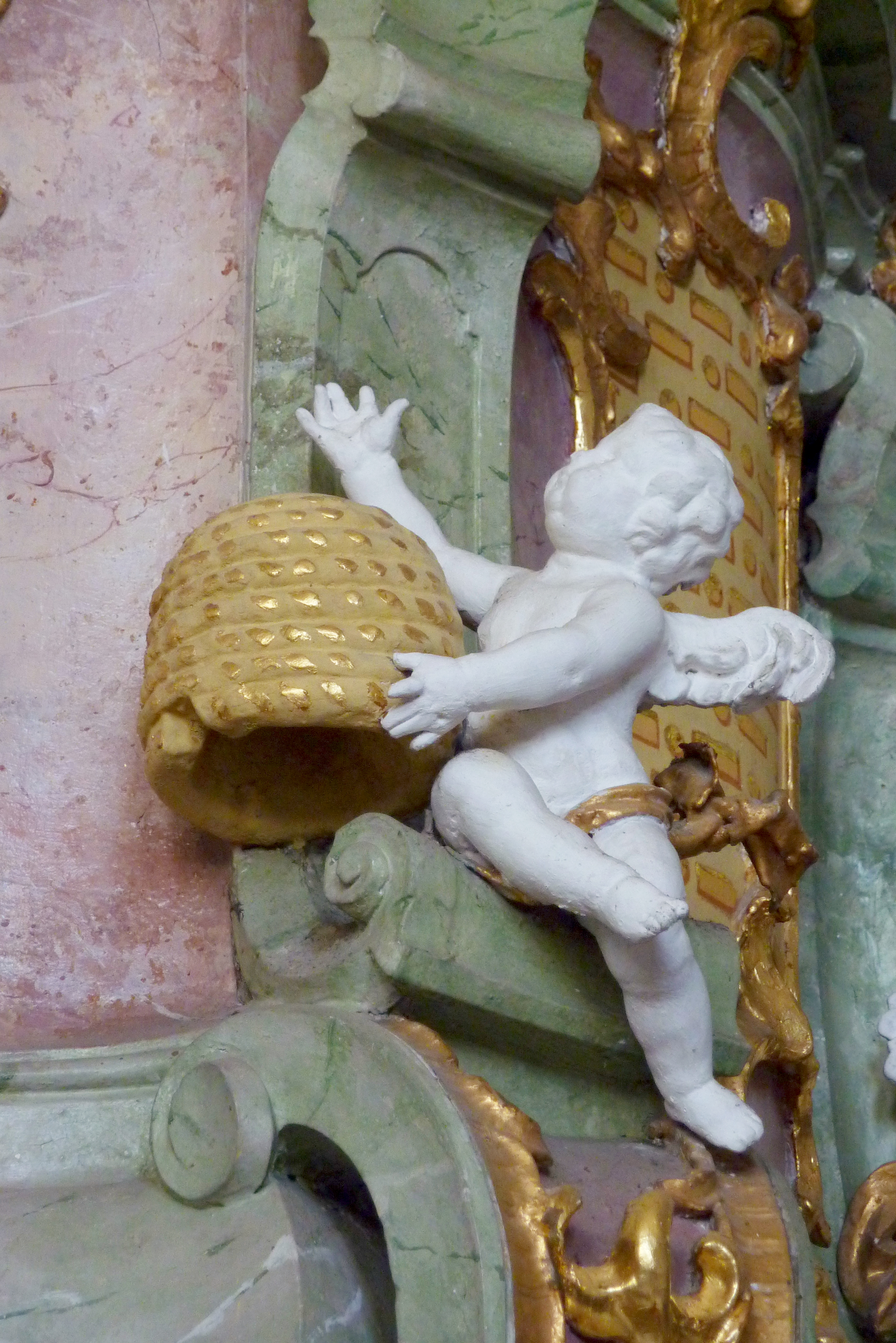
Engel mit dem Attribut des heiligen Ambrosius von Mailand (Bienenkorb)
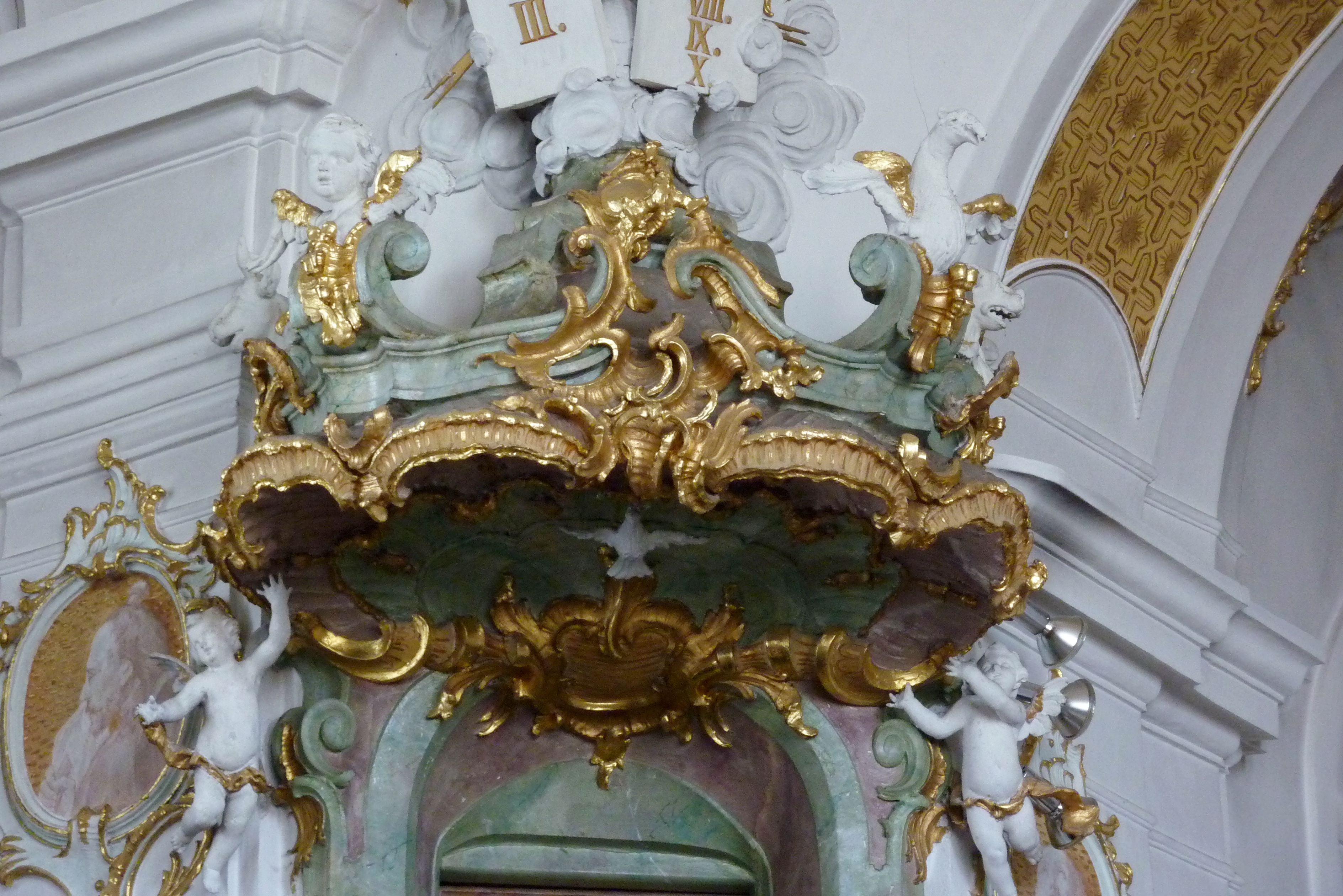
Schalldeckel